# Phytophthora
Phytophthora (del griego phytón, "planta" y phthorá, "destrucción"; "destructor de plantas") es un género del filo Pseudofungi de la clase Oomycetes; ocasionan enfermedades en las plantas. Heinrich Anton de Bary los describió por primera vez en 1875.

## Patógenos
Las especies de Phytophthora son principalmente patógenos de dicotiledóneas y son relativamente específicas de las plantas que parasitan. Varias especies son patógenas de plantas de considerable importancia económica, y es una de los principales fitopatógenos a nivel mundial. Phytophthora infestans fue el agente causante del tizón tardío de la patata que provocó la gran hambruna de Irlanda entre 1845 y 1849 y que originó la masiva emigración de irlandeses a Estados Unidos. Las enfermedades en las plantas originadas por este género son difíciles de controlar químicamente, por eso como estrategia contra ellas se está extendiendo el cultivo de variedades resistentes.
Otras importantes enfermedades producidas por Phytophthora son: 
- Phytophthora alni – Pudrición de las raíces en el aliso.
- Phytophthora cactorum – Pudrición de las raíces en rododendros y azaleas.
- Phytophthora cinnamomi – Pudrición de las raíces en diversas especies ornamentales leñosas tal como palto, azalea, Chamaecyparis, Forsythia, rododendro, tejo, etc.
- Phytophthora fragariae – Pudrición roja en las raíces de la fresa.
- Phytophthora infestans - Hongo parásito infecta a las papas, tomates y a otras solanáceas, causando importantes pérdidas.
- Phytophthora ramorum – Infecta a más de 60 géneros de plantas. Causa la muerte súbita del roble.
- Phytophthora palmivora – Pudrición del fruto en cocotero y palma de betel.
- Phytophthora quercina – Muerte en robles.
- Phytophthora sojae – Pudrición de las raíces en la soja.

## Semejanza con los hongos
Phytophthora es referido algunas veces como un organismo fúngico pero está clasificado entre los chromistas en el grupo denominado Oomicetes. Este es un buen ejemplo de evolución convergente: Phytophthora es morfológicamente muy parecido a los hongos verdaderos (Fungi) aunque su evolución biológica es diferente. En contraste con los hongos verdaderos, los oomicetos están más relacionados con las plantas y algas que con los animales. Mientras que las paredes celulares de los hongos están principalmente compuestas de quitina, las paredes celulares de los oomicetes lo están de celulosa. Los niveles de ploidía y los ciclos bioquímicos también son distintos entre estos dos grupos.

## Biología

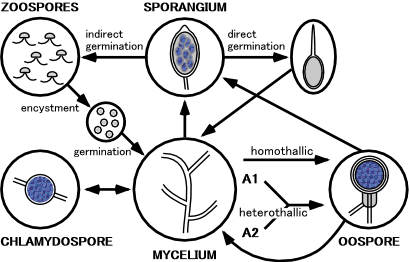
El ciclo vital de Phytophthora.

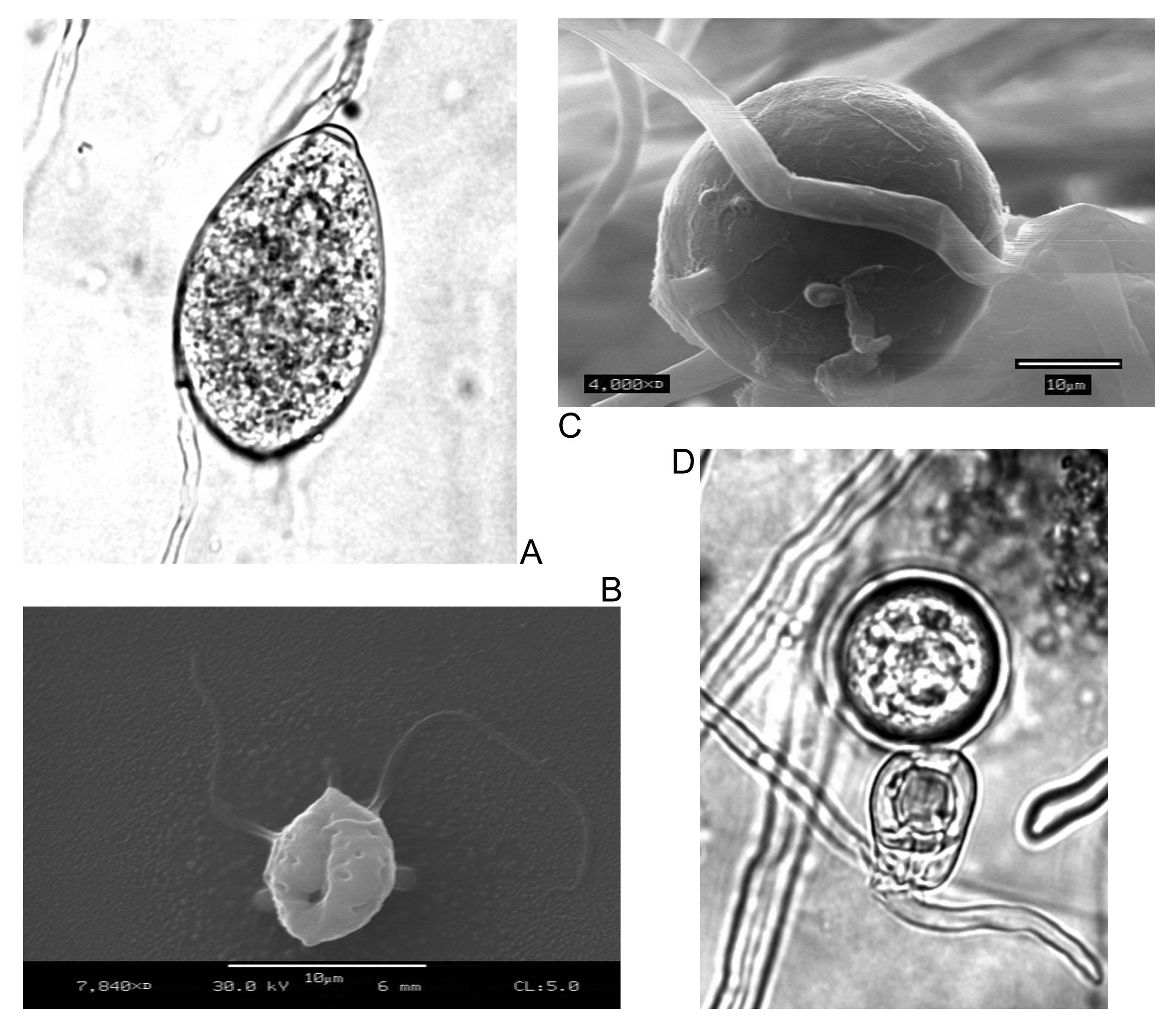
Formaciones reproductivas en Phytophthora: A: Esporangio. B: Zoospora. C: Clamidospora. D: Oospora.

Las Phytophthora se pueden reproducir sexual o asexualmente. Las oosporas son formaciones reproductivas del tipo sexual. En muchas especies, las estructuras sexuales nunca han sido observadas o lo han sido sólo enemparejamientos de laboratorio. En las especies homotálicas (autofértiles), las estructuras sexuales se producen en un único cultivo. En las especies heterotálicas, las cepas de apareamiento se designan como A1 y A2. Durante el acoplamiento, los anteridios introducen los gametos en la oogonia, ya sea por la introducción de la oogonia en el anteridio (anfigina) o por el acercamiento del anteridio a la mitad proximal (inferior) de la oogonia (paragina) y la unión produce oosporas. Al igual que los animales, pero no como la mayoría de hongos verdaderos, la meiosis es gamética y los núcleos somáticos son diploides. 
Los órganos de reproducción asexual comprenden los esporangios, zoosporas y clamidosporas. Las clamidosporas son generalmente esféricas y pigmentadas y pueden tener una pared celular gruesa, que actúa como una estructura de la supervivencia. Los esporangios pueden permanecer en las hifas (no caducos) o ser propagados fácilmente por el viento o agua (caducous), actuando como estructuras de dispersión. Los esporangios también pueden liberar zoosporas, que presentan dos flagelos disimilares que usan para nadar hacia una planta huésped.